# Kerzlin
Kerzlin ist ein Ortsteil der Gemeinde Temnitztal im Landkreis Ostprignitz-Ruppin in Brandenburg. Der Ort liegt im nordwestlichen Bereich der Gemeinde an der B 167. Unweit südwestlich fließt die Temnitz, ein Nebenfluss des Rhins, und verläuft die Landesstraße L 166.

## Geschichte

### Eingemeindungen
Am 30. Dezember 1997 wurde aus dem freiwilligen Zusammenschluss der bis dahin selbstständigen Gemeinden Kerzlin, Küdow-Lüchfeld, Rohrlack, Vichel und Wildberg die Gemeinde Temnitztal gebildet. Seither ist Kerzlin ein Ortsteil der Gemeinde Temnitztal.

## Sehenswürdigkeiten
In der Liste der Baudenkmale in Temnitztal sind für Kerzlin zwei Baudenkmale aufgeführt.